# Sacculina
Sacculina je rod parazitických kořenohlavců (Rhizocephala) patřících mezi svijonožce (Cirripedia), převážně parazitujících na krabech. Při nákaze hostiteli brání ve svlékání, růstu, regeneraci, trávení a rozmnožování. Značná část energie kraba je směřována do výživy a rozmnožování samotného parazita. Prevalence může u dospělých hostitelů dosahovat až 50 %. Od rodového názvu je odvozen termín sakulinizace – tj. proces, při kterém dochází k výraznému zjednodušování tělní stavby organismu, většinou kvůli parazitickému způsobu života.

## Taxonomie

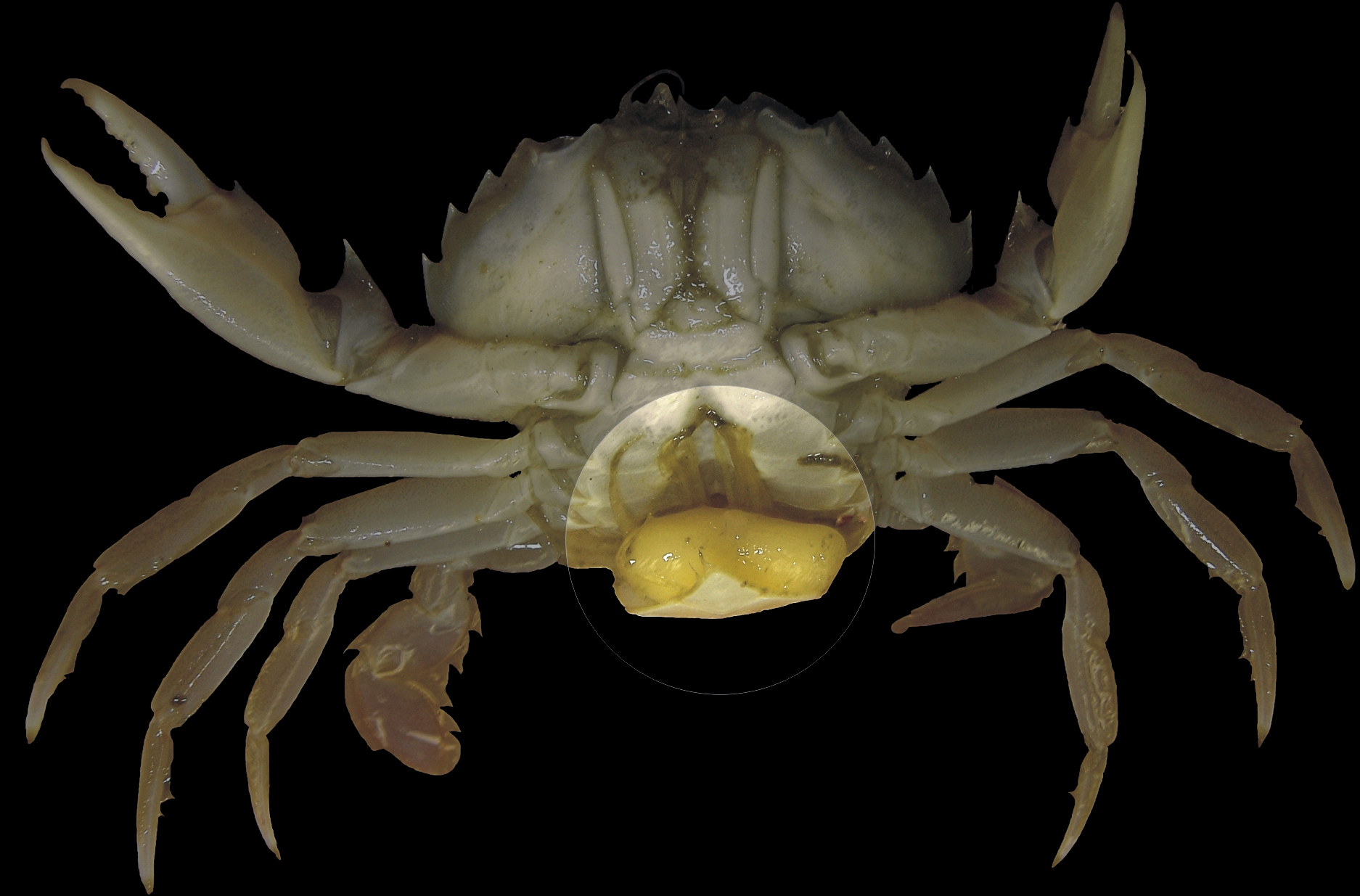
Sacculina na hostiteli

Rod Sacculina byl popsán v roce 1836 J. V. Thompsonem, přičemž první popsaný druh byl Sacculina carcini. Celkově rod zahrnuje přibližně 129 známých druhů, což z něj dělá jeden z nejlépe prozkoumaných rodů ze všech parazitických svijonožců. Hostitelská specifita se liší napříč různými druhy. Některé mohou mít afinitu pouze k jednomu druhu, některé mohou infikovat druhů vícero. Například Sacculina yatsui je známa z krabů Pachygrapsus crassipes a Hemigrapsus sanguineus. Nejvíce studií se zabývá právě S. carcini, která taktéž nevykazuje hostitelskou specificitu.

## Habitat
Jedná se o parazity žijící v mořském prostředí. Larvy se vyskytují volně ve vodě, dospělci žijí paraziticky v tělech krabů. Sacculina carcini svým rozšířením kopíruje areál výskytu kraba pobřežního (Carcinus maenas), který je původní ve východní části Atlantského oceánu od Evropy po severní Afriku. Krab pobřežní se postupem času stal invazivním po celém Atlantiku, v určitých částech Tichého oceánu (zejména na pobřeží Kalifornie a Washingtonu), dále pak v Jižní Americe, jižní Africe a v Austrálii. Sacculina carcini se ovšem nedostala do všech nově kolonizovaných oblastí.

## Anatomie
Jako ostatní svijonožci má samice v larválním stádiu tvrdou vnější schránku. Dospělá samice Sacculina se skládá ze dvou částí: část uvnitř hostitele nazývané interna a z vnějšího vaku zvaného externa, který se vytváří na spodní posteriorní části kraba. Externa tak zabírá prostor, který je u samic obvykle vyplněn vyvíjejícími se vajíčky. Má široký vejčitý tvar a nažloutlou barvu. Je uzavřena v chitinovém plášti s jedním otvorem, který umožňuje vyloučení nauplií při rozmnožování. Při napadení hostitele parazit tvoří pouze jeden vnější vak, pokud má hostitele na sobě extern vícero, jedná se vícečetnou infekci. Interna je systém trubic připomínající houbové hyfy, které prorůstají tělem kraba a zajišťují absorpci živin z hostitele.

## Životní cyklus
Při nalezení hostitele hledá místa vhodná k proniknutí dovnitř – klouby nebo membránu u báze séty. Následně se larva mění na tzv. kentrogon a je „vstříknuta“ do těla kraba, kde prorůstá a napadá různé části, jako jsou střeva a centrální nervový ganglion. Zvenčí, na spodní posteriorní části thoraxu, tvoří časem strukturu zvanou externa.
Při nákaze brání hostiteli ve svlékání, růstu, regeneraci, trávení a rozmnožování. Nakažený krab je kastrován a stává se neplodným.
Samci zůstávají trvale v larválním stádiu a nikdy se nevyvinou v dospělce. Smith zastával názor, že nehrají žádnou roli v životním cyklu. Později se prokázalo, že samci implementují buňky svého těla dovnitř samice a dochází k oplození. Po páření Sacculina ovlivní endokrinní systém hostitele. Při nakažení kraba samčího pohlaví parazit pomocí změn v hormonální balanci modifikuje kraba do podoby samice. Samci hostitele se rozšíří a zploští břišní část, začne se chovat jako samice, a to do té míry, že předvádí i samičí pářicí tance.
Nehledě na pohlaví hostitele, energie, která by byla jinak šla do péče o potomstvo, jde do parazita. Nakažený krab vykazuje typické samičí pečovatelské chování – vyhledává vyvýšený kámen, vyklade larvy parazita a klepety rozvíří okolní vodu pro lepší disperzi potomstva do okolí .
Po vylíhnutí posledních larev externa odpadává a zůstává pouze stopka v podobě zčernalé jizvy. Mechanismus odpadnutí není dosud znám. Méně často svraštělý plášť vnější části parazita zůstává připevněn na těle kraba. Není jisté, co přesně se děje po odumření vnějšího vaku a názory se liší. Interna může zůstat aktivní a dále vyživovat nerozmnožujícího se parazita, popřípadě může dojít ke smrti svijonožce. Osud samotného hostitele taktéž není přesně znám. Většina krabů po nákaze umírá. Smith navrhoval, že někteří jedinci mohou přežít a následků nákazy se mohou zbavit při další ekdysi.
Ze statistické analýzy, provedené na vzorku infikované populace krabů v rámci jednoho roku, vyplývá, že krabi mohou být infikováni v jakémkoliv věku. Vývoj není závislý na ročním období, ale na fázích hostitele. V neposlední řadě bylo zjištěno, že vnitřní vývoj parazita trvá zhruba 9 měsíců a první larvy se objevují o 3 měsíce později.

## Délka života
Délka života se ve většině případů shoduje s délkou života samotného kraba. U mnoha se jedná o 1-2 roky.  

## Možné využití
Vzhledem k tomu, že kořenohlavci ovlivňují reprodukční systémy svých hostitelů, objevila se úvaha, že by tito parazité mohli být využiti pro biologickou kontrolu již zmíněných invazivních krabů Carcinus maenas na pobřeží Spojených států. I když Sacculina carcini převážně preferovala C. maenas jako hostitele, při testování se zjistilo, že není druhově specifická a při introdukci by mohla ohrozit populace původních krabů. Bylo zjištěno, že dokáže infikovat druhy krabů, jako jsou Carcinus aestuarii, Liocarcinus depurator, Pirimela denticulata, Necora puber nebo Liocarcinus holsatus.

## Seznam druhů
Seznam popsaných druhů z rodu Sacculina podle World Register of Marine Species (WoRMS).
- Sacculina abyssicola Guérin-Ganivet, 1911
- Sacculina actaeae Guérin-Ganivet, 1911
- Sacculina aculeata Boschma, 1928
- Sacculina ales Kossmann, 1872
- Sacculina americana Reinhard, 1955
- Sacculina amplituba Phillips, 1978
- Sacculina anceps Boschma, 1931
- Sacculina angulata Van Kampen & Boschma, 1925
- Sacculina anomala Boschma, 1933
- Sacculina atlantica Boschma, 1927
- Sacculina beauforti Boschma, 1949
- Sacculina bicuspidata Boschma, 1931
- Sacculina bipunctata Kossmann, 1872
- Sacculina boschmai Reinhard, 1955
- Sacculina bourdoni Boschma, 1960
- Sacculina brevispina Van Kampen & Boschma, 1925
- Sacculina bucculenta Boschma, 1933
- Sacculina bursapastoris Kossmann, 1872
- Sacculina caelata Boschma, 1931
- Sacculina calappae Van Kampen & Boschma, 1925
- Sacculina calva Boschma, 1933
- Sacculina captiva Kossmann, 1872
- Sacculina carcini Thompson, 1836
- Sacculina carpiliae Guérin-Ganivet, 1911
- Sacculina cartieri Kossmann, 1872
- Sacculina cavolinii Kossmann, 1872
- Sacculina comosa Boschma, 1931
- Sacculina compressa Boschma, 1931
- Sacculina confragosa Boschma, 1933
- Sacculina cordata Shiino, 1943
- Sacculina crucifera Kossmann, 1872
- Sacculina curvata Boschma, 1933
- Sacculina cuspidata Boschma, 1949
- Sacculina dayi Boschma, 1958
- Sacculina dentata Kossmann, 1872
- Sacculina docleae Huang & Lützen, 1998
- Sacculina duracina Boschma, 1933
- Sacculina echinulata Van Kampen & Boschma, 1925
- Sacculina elongata Boschma, 1933
- Sacculina eriphiae Smith, 1906
- Sacculina exarcuata Kossmann, 1872
- Sacculina fabacea Shiino, 1943
- Sacculina flacca Boschma, 1931
- Sacculina flexuosa Kossmann, 1872
- Sacculina gerbei Guérin-Ganivet, 1911
- Sacculina ghanensis Boschma, 1971
- Sacculina gibba Boschma, 1933
- Sacculina glabra Van Kampen & Boschma, 1925
- Sacculina globularis Boschma, 1970
- Sacculina gonoplaxae Guérin-Ganivet, 1911
- Sacculina gordonae Boschma, 1933
- Sacculina gracilis Boschma, 1931
- Sacculina granifera Boschma, 1973
- Sacculina granulosa Boschma, 1931
- Sacculina guineensis Boschma, 1971
- Sacculina hartnolli Boschma, 1965
- Sacculina herbstianodosa (Hesse, 1867)
- Sacculina hirsuta Boschma, 1925
- Sacculina hirta Boschma, 1933
- Sacculina hispida Boschma, 1928
- Sacculina holthuisi Boschma, 1956
- Sacculina hystrix Van Kampen & Boschma, 1925
- Sacculina ignorata Boschma, 1947
- Sacculina inconstans Boschma, 1952
- Sacculina infirma Boschma, 1953
- Sacculina inflata Leuckart, 1859
- Sacculina insueta Boschma, 1966
- Sacculina irrorata Boschma, 1934
- Sacculina jamaicensis Boschma, 1966
- Sacculina lata Boschma, 1933
- Sacculina leopoldi Boschma, 1931
- Sacculina leptothrix Boschma, 1933
- Sacculina lobata Boschma, 1965
- Sacculina loricata Boschma, 1955
- Sacculina margaritifera Kossmann, 1872
- Sacculina micracantha Boschma, 1931
- Sacculina microthrix Boschma, 1931
- Sacculina muricata Boschma, 1931
- Sacculina nectocarcini Gurney, Rybakov, Høeg & Kuris, 2006
- Sacculina nigra Shiino, 1943
- Sacculina nodosa Boschma, 1931
- Sacculina ornatula Boschma, 1951
- Sacculina ostracotheris Boschma, 1967
- Sacculina papposa Van Kampen & Boschma, 1925
- Sacculina pertenuis Boschma, 1933
- Sacculina phacelothrix Boschma, 1931
- Sacculina pilosa Kossmann, 1872
- Sacculina pisiformis Kossmann, 1872
- Sacculina pistillata Boschma, 1952
- Sacculina pomum Kossmann, 1872
- Sacculina pugettiae Shiino, 1943
- Sacculina pulchella Boschma, 1933
- Sacculina punctata Boschma, 1934
- Sacculina pustulata Boschma, 1925
- Sacculina quadrialata Boyko & van der Meij, 2018
- Sacculina rathbunae Boschma, 1933
- Sacculina reinhardi Boschma, 1955
- Sacculina reniformis Boschma, 1933
- Sacculina robusta Boschma, 1948
- Sacculina rotundata Miers, 1880
- Sacculina rugosa Van Kampen & Boschma, 1925
- Sacculina scabra Boschma, 1931
- Sacculina schmitti Boschma, 1933
- Sacculina scutigera Huang & Lützen, 1998
- Sacculina semistriata Van Kampen & Boschma, 1925
- Sacculina senta Boschma, 1933
- Sacculina serenei Boschma, 1954
- Sacculina setosa Van Kampen & Boschma, 1925
- Sacculina spectabilis Boschma, 1948
- Sacculina spinosa Van Kampen & Boschma, 1925
- Sacculina striata Boschma, 1931
- Sacculina sulcata Van Kampen & Boschma, 1925
- Sacculina surinamensis Boschma, 1966
- Sacculina teres Boschma, 1933
- Sacculina teretiuscula Boschma, 1931
- Sacculina ternatensis Boschma, 1950
- Sacculina upogebiae Shiino, 1943
- Sacculina vankampeni Boschma, 1931
- Sacculina verrucosa Van Kampen & Boschma, 1925
- Sacculina vieta Boschma, 1933
- Sacculina weberi Boschma, 1931
- Sacculina zariquieyi Boschma, 1947